# Prince Albert Raiders
Prince Albert Raiders är ett kanadensiskt proffsjuniorishockeylag i Prince Albert, Saskatchewan och har spelat i den nordamerikanska proffsjuniorligan Western Hockey League (WHL) sedan 1982. Laget grundades dock redan 1971 men spelade då i den regionala juniorligan Saskatchewan Junior Hockey League (SJHL) fram tills de anslöts sig till WHL. Raiders spelar sina hemmamatcher i Art Hauser Centre som har en publikkapacitet på 3 366 åskådare. De vann både Memorial Cup och WHL för säsong 1984-1985.
De har fostrat spelare som Ken Baumgartner, Curtis Brown, Kyle Chipchura, Byron Dafoe, Leon Draisaitl, Pat Elynuik, Todd Fedoruk, Scott Hartnell, Shane Hnidy, Dave Manson, Dean McAmmond, Brad McCrimmon, Mike Modano, Greg Paslawski, James Patrick, Denis Pederson, Chris Phillips, Rich Pilon, Nick Schultz, Dave Tippett, Roman Vopat och Wes Walz som alla tillhör alternativt tillhörde olika medlemsorganisationer i den nordamerikanska proffsligan National Hockey League (NHL).